# Hapoel Be'er Sheva
El Hapoel Be'er Sheva F.C.  (en hebreo: מועדון הכדורגל הפועל באר שבע‎, en fonética, Moadon HaKadureguel Hapoel Be'er Sheva) es un club de fútbol israelí de la ciudad de Beersheva en la región del Néguev. Fue fundado en 1949 por el exjugador de fútbol Zalman Caspi, en 1950 fue adjuntado a la asociación israelí de deportes Hapoel. Fue adquirido y es manejado por Alona Barkat desde el 2007. Juega en la Liga Premier de Israel y hace de local en el estadio Toto Turner.
Ascendió a la máxima categoría del fútbol israelí por primera vez en la temporada 1964-1965. Consiguió su primer título de liga en la temporada 1974-1975. Su mejor participación en Europa fue en la temporada 2016-2017 donde logró avanzar como segundo puesto a la ronda de 32 de la Liga Europa de la UEFA. Fue el primer equipo israelí en participar en una competición europea junto con el Beitar Jerusalén en la temporada 1976-1977, y el primero en participar en la Copa UEFA, en la temporada 1994-1995 junto con el Hapoel Tel Aviv.

## Historia

### Fundación: Primeros años
El 1 de mayo de 1949, casi un año después de la Guerra de independencia de Israel, en la cual la ciudad de Beersheba cayó bajo la soberanía del Estado de Israel, el exjugador de fútbol del club del Hapoel Ramat Gan Zalman Caspi, formó las bases para la fundación de un club de fútbol, el cual, sería adjuntado a la asociación israelí de deportes Hapoel en abril de 1950. Su primer partido fue el 1 de mayo de 1950, una victoria por 5-4 en contra del Hapoel Mefalsim un conjunto de inmigrantes de América del Sur, aquellos en marcar los primeros goles del club fueron Marcus Abergil, Henry Lev y Baruj Cohen. En 1955 se pudo unir a la Asociación de Fútbol de Israel después del rechazo de la misma por las grandes distancias entre el equipo del Néguev y el centro del país en los años anteriores.
En su primera temporada 1955-56 con la dirección técnica de Yosef Azran, el club obtuvo el primer puesto de la tabla de la región del Sur de la Liga Guimel, lo que sería la Cuarta División en aquel entonces, en esa misma temporada logró subir de categoría en la victoria por 5-0 ante el Hapoel Jaffa. En la temporada siguiente culminaría en la séptima posición de la tabla de la región del Sur de la Liga Bet, la Tercera División. En la temporada 1957-58 el entrenador sería reemplazado por el ucraniano israelí Lonia Dvorin, quien llevó al equipo al segundo lugar de la tabla, y a los juegos de promoción de categoría, pero al perder el primer juego de la promoción 5-0 ante el Hapoel Afula sería destituido a favor del ex-seleccionador de la Selección de fútbol de Israel Jack Gibbons, quien lograría el ascenso a la Liga Alef, la segunda categoría, ante el Hapoel Netanya por 2-1.

### Años 60: Ascenso a la Primera División
En la temporada 1959-60 el club pasaría a jugar en el estadio Municipal de Beersheba. En esa misma temporada llegó Yejiel Mor, que a los 27 años sería jugador y entrenador al mismo tiempo. En 1960 jugó su primer partido internacional contra el Anorthosis Famagusta de Chipre en un partido amistoso que terminó 2-1 a favor de la isla. En 1961-62, llegaría el turco Rober Eryol al puesto de entrenador, del cual sería despedido al comenzar con 5 partidos en derrotas, Yejiel Mor volvería a ser el entrenador, el equipo avanzó hasta la semifinal de la Copa de Israel, ganando 3-1 contra el Hapoel Tel Aviv, y perdiendo la semifinal 3-0 contra el Maccabi Tel Aviv.
En la temporada 1963-64, la liga se dividió en dos zonas (Norte y Sur), de la cual el campeón de cada una ascendería a la máxima categoría del fútbol israelí. El equipo terminó empatado por el primer lugar con el Beitar Tel Aviv, pero con menor diferencia de goles. En la siguiente temporada 1964-65, con la ayuda del entrenador yugoslavo Slavko Milošević, el equipo obtendría el ascenso a la Liga Leumit, es decir, la Primera División del fútbol israelí en aquel entonces. En su primera temporada en la máxima categoría, a manos del entrenador yugoslavo Slavolio Stankovic, logró evitar el descenso al terminar en la decimotercera posición de la tabla. En 1966, volvería Yejiel Mor al puesto de entrenador, temporada en la cual debutaron jugadores históricos del club como Meir Barad y Rafi Eliyahu. A causa de la Guerra de los Seis Días, esa temporada culminó en 1968, en la cual Avraham Noma fue nombrado como el futbolista de la temporada en Israel. En la temporada 1969-70, el club finalizaría en la última posición de la liga y descendería a la segunda división por primera vez.

### Años 70: Primera época dorada

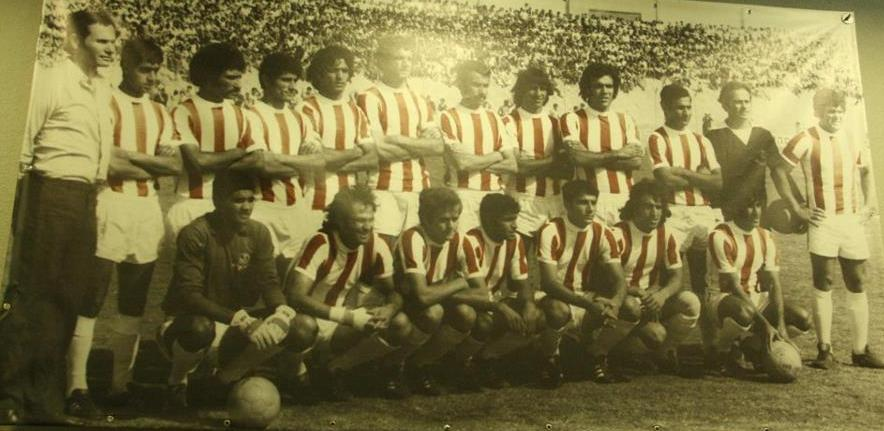
Jugadores del primer campeonato del Hapoel Be'er Sheva

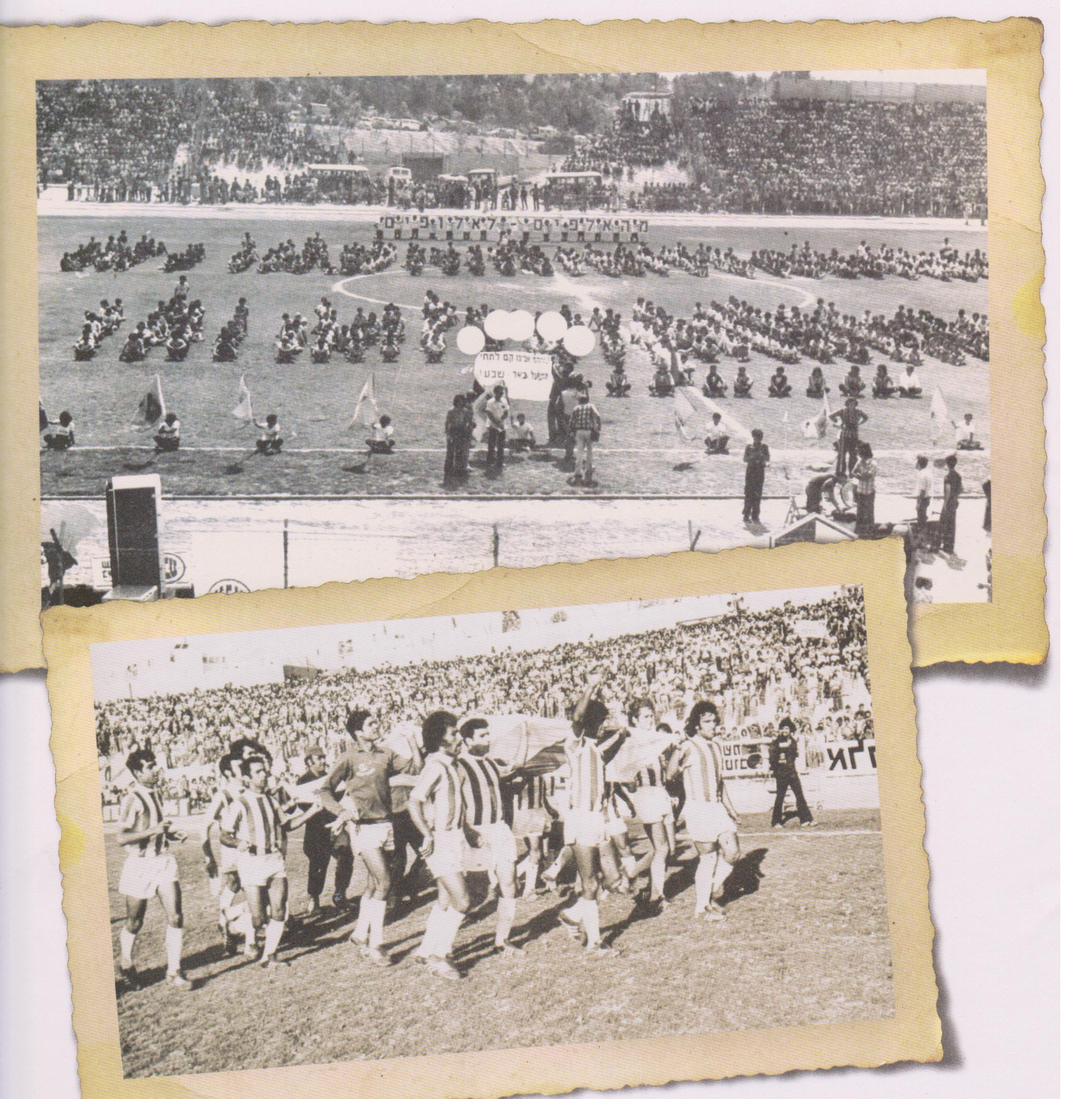
Celebraciones del primer campeonato

No tardaría el regreso a primera, un año después de la mano del entrenador Moshe Litvack y del goleador Meir Barad se consagraría campeón la Liga Alef en la zona Sur. En la temporada 1972-73, llegarían el entrenador Eli Fuchs, y Shalom Avitan, quien sería el goleador histórico del club con 100 goles, lograron llevar al equipo a la quinta posición, la que sería la mejor de la historia hasta ese entonces.
En la temporada 1974-75, con la ayuda del entrenador israelí Amatzia Levcovich, y Uri Binyamín, quien se consagraría como el futbolista de la temporada en Israel, llevarían al equipo a conquistar su primer título en la máxima categoría del fútbol israelí la cual disputó hasta la penúltima jornada con el Maccabi Netanya. En 1975 participaría por primera vez por el título de la Supercopa de Israel, la cual ganaría por 2-1 ante el Hapoel Kfar Saba.
En 1975-76 logró defender el título de liga, coronándose por segunda vez consecutiva la Liga Premier de Israel en la última jornada a pesar de perder 1-0 ante el Maccabi Jaffa, gracias a la derrota del rival Beitar Jerusalén, temporada en la cual regresó Shalom Avitan, y fue el goleador del equipo con 11 goles. En 1976, junto al Beitar Jerusalén, fue el primer conjunto israelí en participar en una competición europea, en la Copa Intertoto 1976, sólo logró una victoria ante el Køge BK de local por 2-1. No logró defender el título de la Supercopa de Israel, al perder el encuentro en la prórroga por 3-2 ante el Beitar Jerusalén. La temporada siguiente fue para el olvido, peleó por no descender hasta la última jornada en la cual ganó por 1-0 ante el Maccabi Haifa, que terminó bajando de categoría.

### Años 1980: Primera Copa Toto
En la temporada 1981-82, con el entrenador Shimon Shenhar y el regreso de Shlomo Avitan, el equipo se mantuvo invicto sin perder de manera consecutiva 11 jornadas, terminaron en el cuarto lugar de la tabla. Logró por segunda vez alcanzar la semifinal de la Copa de Israel, en la cual perdió 5-3 en la ronda de penaltis al empatar el encuentro 2-2 ante el Hapoel Tel Aviv. Gracias al cuarto lugar, el equipo se clasificó a un torneo jugado en esa década llamada Copa Lillian, en la cual jugaría la siguiente temporada, y perdió la final 3-1 ante el Maccabi Netanya, esa temporada el equipo terminaría en la tercera posición de la liga. En 1983-84, volvieron a perder la final de la Copa Lilian con el Maccabi Netanya por 3-2. Ese mismo año alcanzaron por primera vez la final de la Copa de Israel, la cual perdieron 3-2 en penaltis después de empatar 0-0 ante el Hapoel Lod.
En la temporada 1985-86, el club llegó por primera vez a la final de la Copa Toto, la cual terminaría en derrota por 2-1 ante el Hapoel Petah-Tikvah. En 1987-88, finalizaría la temporada en el tercer lugar de la tabla con opción de jugar la Copa Lillian por tercera vez, y que al año siguiente lograría su primer título de dicha copa gracias a la victoria en la final 2-1 ante el Hapoel Tel Aviv. En ese mismo año conseguiría el doblete, al conquistar en su segunda final en la historia, su primera Copa Toto. Culminaría esa temporada en la quinta posición de la liga. La temporada 1989-90 sería la primera en la cual jugarían jugadores extranjeros en la Liga Premier de Israel, llegarían al equipo los argentinos Ricardo Cacchione y Claudio Dykstra, surgido de Boca Juniors, en la cual hubo 4 cambios de entrenadores entre Shimon Shenhar, Hayim Cohen, Alon Ben Dor y Eliyahu Ofer, y culminó en la novena posición de la liga.

### Años 90: Primera Copa de Israel, participación en Copa UEFA, y segundo descenso
En la temporada 1992-93, el club terminó en la cuarta posición, pero logró marcar una cantidad substancial de 52 goles, la mayor cantidad en la historia del club para tal momento, junto con la mejor diferencia de goles (+16). El árabe israelí Hisham Zuabi marcó 17 goles como goleador del equipo. Al año siguiente la institución volvió a romper su récord personal, logrando 54 goles, finalizando en el tercer lugar que le otorgaba la clasificación a la Copa Intertoto de la UEFA. La siguiente temporada volvió a marcar la misma cantidad de goles terminando en la segunda posición de la tabla. Fue el primer club israelí junto con el Hapoel Tel Aviv en jugar la Copa UEFA, fue eliminado en la primera ronda ante el conjunto griego Aris Thessaloniki al perder ambos encuentros. En 1995-96, lograría avanzar la primera ronda de la Copa UEFA ante el SK Tirana, pero fue apabullado en la segunda ronda en un global de 0-12 ante el FC Barcelona, derrota de 0-7 de local, el cual generó tantas expectativas que hubo mejoras en el estadio Municipal Varsermil, y derrota de 0-5 en la visita al estadio más grande de Europa, el Camp Nou, partidos en los cuales jugaron estrellas internacionales como Josep Guardiola, Luís Figo y Gheorghe Hagi. Esa temporada se conquistó por segunda vez la Copa Toto en una victoria ante el Hapoel Kfar Saba.
En 1996-97, el club conseguiría su primer y único título de Copa de Israel, con la ayuda del entrenador Eli Guttman, al derrotar en la final 1-0 al Maccabi Tel Aviv con gol del croata Giovanni Rosso. Terminarían en la tercera posición de la liga, que los clasificaría por primera vez a la Recopa de Europa de la UEFA. La siguiente temporada sería la peor en la historia del club desde su fundación, después de haberse mantenido en la Liga Premier de Israel por 27 años, el dueño del equipo Eli Lahav, descartó a la mayoría de los jugadores y abandonó al equipo, al venderlo a Eli Zino. El equipo quedó bastante reducido, por lo cual el equipo se basó en jugadores jóvenes como Yossi Benayoun que debutó a los 17 años con el club del Néguev. El equipo logró avanzar la ronda previa de la Recopa de Europa de la UEFA ante el Žalgiris Vilnius, pero en la primera ronda conllevó a la peor derrota en una competición europea, en un global de 14-1 contra el Roda JC, en la cual se perdió 0-10 en la vuelta en los Países Bajos. A final de temporada el club descendió de categoría en el penúltimo de lugar de la tabla. Al año siguiente batalló en los puestos del ascenso de la Liga Leumit, pero no le bastó al acabar en la tercera posición.

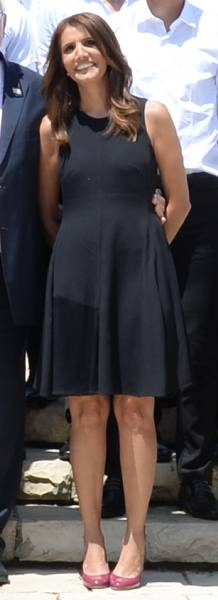
Alona Barkat, propietaria actual de la institución

### SigloXXI: Ascenso, vuelta a la Liga Leumit, y llegada de Alona Barkat
En la temporada 2000-01, se consagró campeón de la Liga Leumit, y ascendió por tercera vez a la máxima categoría del fútbol israelí. En 2002-03, el club finalizaría en la quinta posición de la liga, y perdería la final de la Copa de Israel en penaltis después de empatar 1-1 ante el Hapoel Ramat Gan. Al año siguiente, culminarían en la cuarta posición que los clasificaba a la Copa Intertoto de la UEFA. Por primera vez un jugador del club se coronaba como goleador del campeonato, Ofir Haim, con 16 goles. Al año siguiente el club tendría una crisis económica muy grave, liberando a la mayoría de los jugadores, lo que ocasionó terminar en el último puesto de la liga, descendiendo a la segunda categoría por tercera vez en la historia del club. En julio de 2007, Alona Barkat compró el equipo en 8,7 millones de shekels. Un mes después en un partido de entrenamiento ante el Maccabi Be'er Sheva, falleció en pleno partido el delantero Chaswe Nsofwa a causa de un ataque al corazón, el club decidió retirar el número "6" que utilizaba el jugador de Zambia. En su primera temporada a cargo de la institución, finalizaría en el cuarto lugar de la tabla a 3 puntos del ascenso.
Al año siguiente firmarían a Maor Melikson y lograrían conseguir el anhelado cuarto ascenso a la Liga Premier de Israel, también lograrían el título de la Copa Toto de la Liga Leumit al ganar la final 1-0 en la prórroga al Maccabi Herzliya. En enero de 2010 llegaría el brasilero William Soares, quien se convertiría en el jugador extranjero con más participaciones en el equipo, superando los 200 partidos. En la temporada 2012-13, llegaría el entrenador Elisha Levi procedente del Maccabi Haifa, en el cual perderían la final de la Copa Toto 1-0 en la prórroga ante el Hapoel Haifa, y lograrían salvarse del descenso en la última fecha al ganarle 3-0 al Maccabi Netanya, el cual bajaría de categoría.
En la temporada 2013-14, volvería al club Elyaniv Barda, el cuarto goleador histórico del club que también supera la marca de 200 partidos jugados, y firmarían a Maor Buzaglo. Alcanzarían la segunda posición del campeonato, el único subcampeonato conseguido en la Liga Premier de Israel, el cual denominaría el regreso del club a las competiciones europeas después de 15 años. En 2014-15, no lograrían avanzar de la segunda ronda previa de la Liga Europa de la UEFA en el global 1-2 ante el RNK Split de Croacia, cabe destacar que el juego de local tuvo que jugarse en Chipre debido al Conflicto entre la Franja de Gaza e Israel de 2014, y su cercanía a la ciudad de Beersheba. Esa temporada volvería Maor Melikson y ficharían a los extranjeros Ovidiu Hoban y John Ogu. Alcanzarían la final de la Copa de Israel, al ganar la semifinal 7-0 al Hapoel Afula, pero perderían 6-2 en la final contra el Maccabi Tel Aviv, en ambos sería el resultado más abultado en cada instancia. Culminarían en la tercera posición de la tabla con otra clasificación consecutiva a la previa de la Liga Europa de la UEFA.

### Segunda época dorada, participación en Liga Europa de la UEFA
La temporada 2015-16 marcaría un antes y un después en la historia del club, primero llegaría el entrenador Barak Bakhar procedente del Hapoel Ironi Kiryat Shmona, y los jugadores Anthony Nwakaeme, Shir Tzedek, Maharan Radi y Ben Sahar. No consiguieron avanzar de la segunda ronda previa de la Liga Europa de la UEFA en el global 2-3 ante el Thun de Suiza, el juego de local se jugaría en el Teddy Stadium de Jerusalén, debido a que el estadio Toto Turner de 16.126 espectadores no estaba terminado, recién en la cuarta jornada se inauguró de manera oficial, que terminó en un empate 0-0 contra el Maccabi Haifa, estadio en el cual no se perdió ningún partido en la temporada, en general perderían sólo tres encuentros en la Liga Premier de Israel, lograrían una racha histórica para el club de 29 partidos consecutivos sin derrotas, otra de 14 partidos de visitante sin conocer la derrota, logrando 7 partidos consecutivos ganadas de visitante y 10 de local. Así, ganarían en la última jornada en una victoria local de 3-1 contra el Bnei Sakhnin su tercer título de la Liga Premier de Israel después de 40 años de sequía, y lograrían su primera clasificación a la ronda previa de la Liga de Campeones de la UEFA.
En 2016-17, llegarían los extranjeros Mihály Korhut y Miguel Vitor a la institución, conseguirían su segunda Supercopa de Israel en la victoria por 4-2 ante el Maccabi Haifa. Su travesía en Europa comenzaría por el Sheriff Tiraspol, el cual vencerían por 3-2 en el global, después lograrían derrotar al campeón griego Olympiacos 1-0 en el global, pero no les alcanzaría avanzar a la fase de grupos de la Liga de Campeones de la UEFA, al ser derrotados en el global 4-5 ante el Celtic de Glasgow, primero perdiendo en una floja actuación 2-5 de visitante, pero logrando una meritoria victoria de local 2-0, del cual necesitaban un solo gol para obtener la clasificación. A pesar de la derrota, obtendrían la clasificación a la fase de grupos de la Liga Europa de la UEFA participando en el cuarto bombo del sorteo, quedando en el Grupo K junto con el Inter de Milán, el Southampton de Inglaterra, y el Sparta Praga. El primer partido sería el 15 de septiembre, que culminaría con un resultado histórico en la victoria 2-0 en la visita al Estadio Giuseppe Meazza ante el conjunto italiano con los goles de Miguel Vítor y Maor Buzaglo. El partido de local ante el Inter, también sería reconocido como histórico para el club al remontar un 0-2, terminando ganando el partido 3-2 en tiempo añadido. A pesar de sendas derrotas ante el equipo de República Checa, los empates ante el Southampton, que gracias a la regla del gol visitante, lograron clasificarse en el segundo puesto del grupo y avanzar a los dieciseisavos de final de la Liga Europa de la UEFA, donde se acabaría el sueño europeo al perder en el global 2-5 ante el Beşiktaş de Turquía. En el ámbito local, conseguirían su tercera Copa Toto al ganar la final 4-1 ante el Hapoel Ironi Kiryat Shmona, y tres jornadas antes del final de la liga, ganaría su cuarto título de la Liga Premier de Israel, el segundo consecutivo, ganándole 2-1 al Maccabi Tel Aviv, con el cual disputaba el campeonato. Esa temporada lograría llegar a los 85 puntos en liga, récord del club, al igual que lograr 26 partidos ganados, de los cuales 16 de local, alcanzó la hazaña de haber encajado sólo 18 goles y marcando 66, logrando su mejor diferencia de goles en liga hasta ese momento, y conseguiría mantener el invicto de imbatibilidad en liga en el estadio Toto Turner.
En la temporada 2017-18, llegarían al equipo Tomáš Pekhart y el surgido de la cantera del FC Barcelona, Isaac Cuenca. Conseguirían su tercera Supercopa de Israel en la victoria 4-2 contra el Bnei Yehuda Tel Aviv. El camino europeo comenzaría de una manera parecida al año anterior logrando avanzar hasta la cuarta ronda preliminar de la Liga de Campeones de la UEFA, pasando primero ante el Budapest Honvéd y el Ludogorets Razgrad, donde ganarían de local 2-1 ante el Maribor de Eslovenia, pero perdiendo 1-0 de visitante, de esa forma, eliminados debido a la regla del gol visitante en el global 2-2. La participación del equipo en la Liga Europa de la UEFA no sería tan apasionante como el año anterior, sólo lograron una victoria ante el Lugano, de Suiza, quedando así en el último puesto del Grupo G. El conjunto del Negev no lograría defender el título de la Copa Toto al perder 1-0 en la final contra el rival Maccabi Tel Aviv. Las malas noticias llegaron también desde afuera de las canchas, primero Shir Tzedek daría positivo en el partido contra el Maribor, por el cual sería suspendido por 8 meses, Elyaniv Barda, capitán e icono del club, perdería el conocimiento en un entrenamiento que a pesar de recuperarse, la lesión lo alejaría finalmente de las canchas, y así el club estaría plagado por las lesiones de largo plazo de Miguel Vitor, Mihály Korhut y Mohammad Ghadir. Inesperadamente, el club alcanzó el primer puesto de la clasificación en la Liga en la jornada 13 justamente al final de la primera vuelta. Ante tantas lesiones, se incorporarían a mitad de temporada Marwan Kabha y Hanan Maman, quien se volvería la pieza clave del equipo, y finalmente sería el jugador de la temporada. El tercer título consecutivo, y quinto en general, llegaría el 12 de mayo, en una derrota por 1-0 ante el Maccabi Tel Aviv en el estadio Toto Turner, el cual acabaría con el invicto de 51 partidos sin perder en casa en la Liga, y sería también la primera derrota en dicho estadio en Liga desde su inauguración. El conjunto israelí contó con la participación de 6 jugadores árabes, lo cual sería un récord para un equipo campeón, Marwan Kabha, Mohammad Ghadir, Hatem Abd el Hamed, Loai Taha, Amir Khalaila y Maharan Radi, quien lograría un récord en el fútbol israelí, consiguiendo seis títulos consecutivos.
El 9 de julio de 2018 se firmaría un acuerdo con el Atlético de Madrid para reforzar la estructura de la academia juvenil de la institución.

## Uniforme
- Uniforme titular: Camiseta, pantalón y medias rojas.
- Uniforme secundario: Camiseta, pantalón y medias blancas o rojas.
- Uniforme terciario: Camiseta negra con franja en el brazo de color rosa, pantalón y medias negras.

### Indumentaria y patrocinador
| Período       | Proveedor |
| ------------- | --------- |
| 1975-1980     | Umbro     |
| 1980-1983     | Adidas    |
| 1983-1986     | Umbro     |
| 1986-1995     | Diadora   |
| 1995-1998     | Lotto     |
| 1998-2000     | Diadora   |
| 2000-2004     | Kappa     |
| 2004-2005     | Nike      |
| 2005-2008     | Lotto     |
| 2008-2011     | Diadora   |
| 2011-2016     | Kappa     |
| 2016-2019     | Puma      |
| 2019-presente | Kelme     |

| Período       | Patrocinador |
| ------------- | ------------ |
| 2012-2015     | O-Mobli      |
| 2015-2016     | Get Stocks   |
| 2016-presente | Tadiran      |

## Estadio

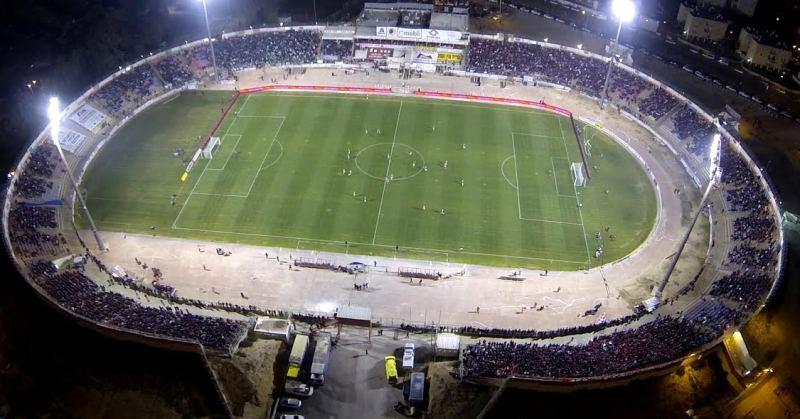
Estadio Municipal Varsermil en la temporada 2013-2014 en el juego contra el Maccabi Haifa, que terminó en victoria por 3-1 del conjunto de Beersheva

A lo largo de la historia del club, ha jugado en 3 campos distintos. El primero el estadio de la ciudad vieja, usado desde la fundación del club, hasta que fue reemplazado en 1960 por el estadio Municipal, que en 1988 pasaría a llamarse estadio Municipal Varsermil, en honor a Arthur Vasermil, niño de 7 años que fue asesinado en el Campo de concentración de Majdanek. En 1995, en vísperas del partido contra el Fútbol Club Barcelona, se instalaron sillas plásticas sobre el concreto de las gradas. El último partido en ese estadio fue el 30 de mayo de 2015, en una victoria del equipo local por 4-0 contra el Beitar Jerusalén.
El 21 de septiembre del 2015 fue inaugurado el Turner Stadium, en un empate por 0-0 contra el Maccabi Haifa Football Club. Desde la inauguración hasta el 20 de agosto de 2017, ha sido imbatido en casa en 36 juegos en Liga, logrando el invicto más largo para un conjunto israelí. La primera derrota ocurrió el 9 de agosto de 2016 por 0-1 contra el FC Ashdod por la Copa Toto.

## Datos del Club
- Años en Primera División: 44.
- Años en Segunda División: 15.
- Ascensos a Primera: 4 (1964-65, 1970-71, 2000-01, 2008-09).
- Descensos a Segunda: 3 (1969-70, 1997-98, 2004-05).
- Mejor puesto en Liga: 1 (4 veces).
- Primer equipo israelí de la historia junto al Beitar Jerusalén en jugar en una competición europea: 1976-77.
- Primer equipo israelí de la historia junto al Hapoel Tel Aviv en jugar la Copa UEFA: 1994-95.
- Récord de partidos ganados en una temporada: 26 (2016-17).
- Récord de partidos ganados de local en una temporada: 16 (2016-17).
- Récord de partidos perdidos en una temporada: 21 (1966-68).
- Récord de goles en una temporada: 73 (2016-17).
- Récord de goles de local en una temporada: 45 (2016-17).
- Récord de goles encajados en una temporada: 62 (1966-68).
- Récord de menos goles encajados en una temporada: 18 (2016-17).
- Récord de minutos sin encajar un gol en la Liga: 450 minutos (1996-97).
- Récord de diferencia de goles en una temporada: 55 (2016-17).
- Récord de puntos en la Liga en una temporada: 85 (2016-17).
- Racha de partidos consecutivos sin perder: 29 (03/10/15 - 09/05/16).
- Racha de partidos consecutivos de local sin perder en Liga: 51 (21/09/15 - 12/05/18).
- Racha de partidos consecutivos de visitante sin perder: 14 (16/10/15 - 25/04/16).
- Racha de partidos ganados consecutivos: 10 (2016-17).
- Racha de partidos ganados consecutivos de local: 10 (03/10/15 - 22/02/16).
- Racha de partidos ganados consecutivos de visitante: 7 (16/01/16 - 25/04/16).

### Récords Individuales
- Récord de presentaciones en Liga:  Shlomo Iluz - 509 partidos.
- Récord de presentaciones de un jugador extranjero en Liga:  William Soares - 201 partidos.
- Récord de presentaciones en competiciones europeas:  Ben Bitton - 23 partidos.
- Máximo goleador en Liga:  Shalom Avitan - 100 goles.
- Máximo goleador en competiciones europeas:  Anthony Nwakaeme - 6 goles.
- Máximo goleador en una temporada:  Hisham Zuabi - 17 goles (1992-93).
- Máximo asistente en una temporada:  Maor Melikson y  Maor Buzaglo - 14 asistencias (2013-14 y 2015-16).

## Palmarés

### Torneos nacionales

#### Primera División
- Liga Premier de Israel (5): 1974-75, 1975-76, 2015-16, 2016-17, 2017-18.
  - Subcampeonatos (1): 2013-14.
- Copa de Israel (3): 1996-97, 2019-20, 2021-22
  - Subcampeonatos (3): 1983-84, 2002-03, 2014-15
- Supercopa de Israel (3): 1974-75, 2016-17, 2017-18
  - Subcampeonatos (1): 1975-76
- Copa Toto (3): 1988-89, 1995-96, 2016-17
  - Subcampeonatos (3): 1985-86, 2012-13, 2017-18
- Copa Lillian (1): 1987-88
  - Subcampeonatos (2): 1982-83, 1983-84

#### Segunda División
- Liga Leumit (3): 1964-65, 1969-70, 2000-01
- Copa Toto Leumit (1): 2008-09
  - Subcampeonatos (1): 2005-06

## Participación en competiciones de la UEFA

### Ranking de Clubes de UEFA
| Rank | Club               | Coeficiente |
| ---- | ------------------ | ----------- |
| 109  | Hapoel Be'er Sheva | 14.000      |

Actualizado el 13 de agosto de 2022.

### Por competencia
Actualizado a la Temporada 2021-22.
- En negrita competiciones en activo.

| Torneo                             | TJ | PJ | PG | PE | PP | GF | GC  | DG  | Puntos |
| ---------------------------------- | -- | -- | -- | -- | -- | -- | --- | --- | ------ |
| Liga de Campeones de la UEFA       | 3  | 16 | 9  | 3  | 4  | 27 | 24  | +3  | 30     |
| Liga Europa de la UEFA             | 9  | 44 | 14 | 9  | 21 | 49 | 72  | -23 | 51     |
| Recopa de Europa de la UEFA        | 1  | 4  | 1  | 1  | 2  | 3  | 15  | -12 | 4      |
| Copa Intertoto de la UEFA          | 1  | 2  | 1  | 0  | 1  | 2  | 4   | -2  | 3      |
| Liga Europa Conferencia de la UEFA | 3  | 12 | 4  | 4  | 4  | 15 | 9   | +6  | 15     |
| Total                              | 17 | 78 | 29 | 17 | 32 | 96 | 124 | -24 | 103    |

### Competiciones
Liga de Campeones de la UEFA
| Temporada | Ronda                | Club               | Casa | Visita | Global |
| --------- | -------------------- | ------------------ | ---- | ------ | ------ |
| 2016–17   | Segunda Ronda Previa | Sheriff Tiraspol   | 3–2  | 0–0    | 3–2    |
| 2016–17   | Tercera Ronda Previa | Olympiacos         | 1–0  | 0–0    | 1–0    |
| 2016–17   | Cuarta Ronda Previa  | Celtic             | 2–0  | 2–5    | 4–5    |
| 2017–18   | Segunda Ronda Previa | Budapest Honvéd    | 2–1  | 3–2    | 5–3    |
| 2017–18   | Tercera Ronda Previa | Ludogorets Razgrad | 2–0  | 1–3    | 3–3    |
| 2017–18   | Cuarta Ronda Previa  | Maribor            | 2–1  | 0–1    | 2–2    |
| 2018–19   | Primera Ronda Previa | Flora Tallin       | 3–1  | 4–1    | 7–2    |
| 2018–19   | Segunda Ronda Previa | Dinamo Zagreb      | 2–2  | 0–5    | 2–7    |

Liga Europa de la UEFA / Copa de la UEFA
| Temporada | Torneo                 | Ronda                    | Club                | Casa | Visita | Global    |
| --------- | ---------------------- | ------------------------ | ------------------- | ---- | ------ | --------- |
| 1994–95   | Copa de la UEFA        | Ronda Previa             | Aris Thessaloniki   | 1–2  | 1–3    | 2–5       |
| 1995–96   | Copa de la UEFA        | Ronda Previa             | SK Tirana           | 2–0  | 1–0    | 3–0       |
| 1995–96   | Copa de la UEFA        | Primera Ronda            | Barcelona           | 0–7  | 0–5    | 0–12      |
| 2014–15   | Liga Europa de la UEFA | Segunda Ronda Previa     | RNK Split           | 0–0  | 1–2    | 1–2       |
| 2015–16   | Liga Europa de la UEFA | Segunda Ronda Previa     | Thun                | 1–1  | 1–2    | 2–3       |
| 2016–17   | Liga Europa de la UEFA | Grupo K                  | Internazionale      | 3–2  | 2–0    | 2º puesto |
| 2016–17   | Liga Europa de la UEFA | Grupo K                  | Southampton         | 0–0  | 1–1    | 2º puesto |
| 2016–17   | Liga Europa de la UEFA | Grupo K                  | Sparta Prague       | 0–1  | 0–2    | 2º puesto |
| 2016–17   | Liga Europa de la UEFA | Treintaidosavos de final | Beşiktaş            | 1–3  | 1–2    | 2-5       |
| 2017–18   | Liga Europa de la UEFA | Grupo G                  | Viktoria Plzeň      | 0–2  | 1–3    | 4º puesto |
| 2017–18   | Liga Europa de la UEFA | Grupo G                  | Steaua Bucarest     | 1–2  | 1–1    | 4º puesto |
| 2017–18   | Liga Europa de la UEFA | Grupo G                  | Lugano              | 2–1  | 0–1    | 4º puesto |
| 2018-19   | Liga Europa de la UEFA | Tercera Ronda Previa     | APOEL Nicosia       | 2–2  | 1–3    | 3–5       |
| 2019-20   | Liga Europa de la UEFA | Primera Ronda Previa     | Laçi                | 1–0  | 1–1    | 2–1       |
| 2019-20   | Liga Europa de la UEFA | Segunda Ronda Previa     | Kairat              | 2–0  | 1–1    | 3–1       |
| 2019-20   | Liga Europa de la UEFA | Tercera Ronda Previa     | Norrköping          | 3–1  | 1–1    | 4–2       |
| 2019-20   | Liga Europa de la UEFA | Cuarta Ronda Previa      | Feyenoord Rotterdam | 0–3  | 0–3    | 0–6       |
| 2020-21   | Liga Europa de la UEFA | Primera Ronda Previa     | Dinamo Batumi       | 3–0  | –      | 3–0       |
| 2020-21   | Liga Europa de la UEFA | Segunda Ronda Previa     | Laçi                | 2–1  | –      | 2–1       |
| 2020-21   | Liga Europa de la UEFA | Tercera Ronda Previa     | Motherwell          | 3–0  | –      | 3–0       |
| 2020-21   | Liga Europa de la UEFA | Cuarta Ronda Previa      | Viktoria Plzeň      | 1–0  | –      | 1–0       |
| 2020-21   | Liga Europa de la UEFA | Grupo C                  | Slavia Praga        | 3–1  | 0–3    | 3º puesto |
| 2020-21   | Liga Europa de la UEFA | Grupo C                  | Niza                | 1–0  | 0–1    | 3º puesto |
| 2020-21   | Liga Europa de la UEFA | Grupo C                  | Bayer 04 Leverkusen | 2–4  | 1–4    | 3º puesto |

Liga Europa Conferencia de la UEFA
| Temporada | Ronda   | Club                  | Casa | Visita | Global       |
| --------- | ------- | --------------------- | ---- | ------ | ------------ |
| 2021–22   | 2RP     | Arda                  | 4–0  | 2–0    | 6–0          |
| 2021–22   | 3RP     | Śląsk Wrocław         | 4–0  | 1–2    | 5–2          |
| 2021–22   | 4RP     | Anorthosis Famagusta  | 0–0  | 1–3    | 1–3          |
| 2022–23   | 2RP     | Dinamo Minsk          | 2–1  | 1–0    | 3–1          |
| 2022–23   | 3RP     | Lugano                | 0–2  | 1–3    | 1–5          |
| 2022–23   | 4RP     | Universitatea Craiova | 1–1  | 1–1    | 2–2 (4-3 p.) |
| 2022–23   | Grupo C | Villarreal            | 1-2  | 2-2    | 3º puesto    |
| 2022–23   | Grupo C | Lech Poznań           | 1–1  | 0–0    | 3º puesto    |
| 2022–23   | Grupo C | Austria Viena         | 4-0  | 0-0    | 3º puesto    |
| 2023-24   | 2RP     | Panevėžys             | 1–0  | 1–1    | 2–1          |
| 2023-24   | 3RP     | Levski Sofia          | 0–0  | 1–2    | 1–2          |
| 2024-25   | 2RP     | Cherno More           | 0–0  | 2–1    | 2–1          |
| 2024-25   | 3RP     | Mladá Boleslav        | 2-4  | 1–1    | 3-5          |
| 2025-26   | 2RP     | AEK                   | 0–0  | 0–1    | 0–1          |

Recopa de Europa de la UEFA
| Temporada | Torneo                      | Ronda         | Club             | Casa | Visita | Global |
| --------- | --------------------------- | ------------- | ---------------- | ---- | ------ | ------ |
| 1997–98   | Recopa de Europa de la UEFA | Ronda Previa  | Žalgiris Vilnius | 2–1  | 0–0    | 2–1    |
| 1997–98   | Recopa de Europa de la UEFA | Primera Ronda | Roda             | 1–4  | 0–10   | 1–14   |

Copa Intertoto de la UEFA
| Temporada | Torneo                    | Ronda   | Club             | Casa | Visita | Global |
| --------- | ------------------------- | ------- | ---------------- | ---- | ------ | ------ |
| 1976      | Copa Intertoto de la UEFA | Grupo 2 | Hertha de Berlín | 3–3  | 1–5    | 3ro    |
| 1976      | Copa Intertoto de la UEFA | Grupo 2 | Standard Liège   | 0–0  | 1–3    | 3ro    |
| 1976      | Copa Intertoto de la UEFA | Grupo 2 | Køge BK          | 2–1  | 1–1    | 3ro    |
| 1994      | Copa Intertoto de la UEFA | Grupo 2 | BSC Young Boys   | -    | 1–0    | 2do    |
| 1994      | Copa Intertoto de la UEFA | Grupo 2 | Extensiv Craiova | 1–3  | -      | 2do    |
| 1994      | Copa Intertoto de la UEFA | Grupo 2 | Karlsruhe        | 1–1  | -      | 2do    |
| 1994      | Copa Intertoto de la UEFA | Grupo 2 | Häcken           | -    | 6–1    | 2do    |
| 2004      | Copa Intertoto de la UEFA | 1R      | Vllaznia         | 0–3  | 2–1    | 4–2    |

## Jugadores

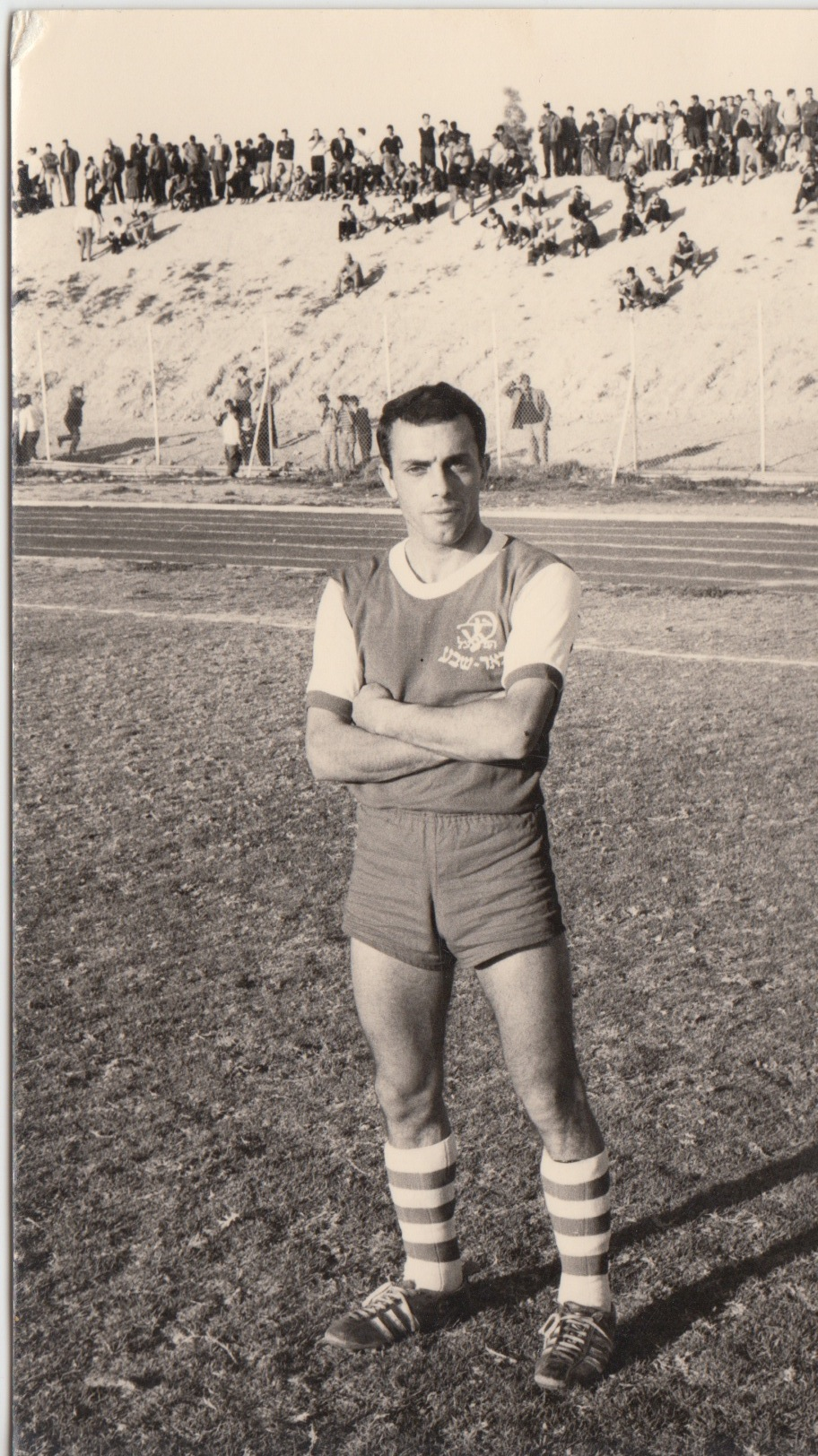
Itzhak Gozlan jugó en los años 60.

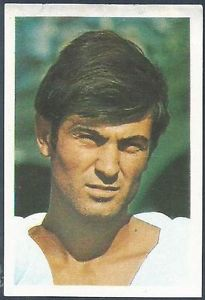
Meir Barad, estrella del equipo en los 70.

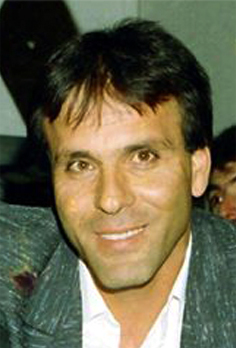
Shalom Avitan, goleador histórico del equipo.

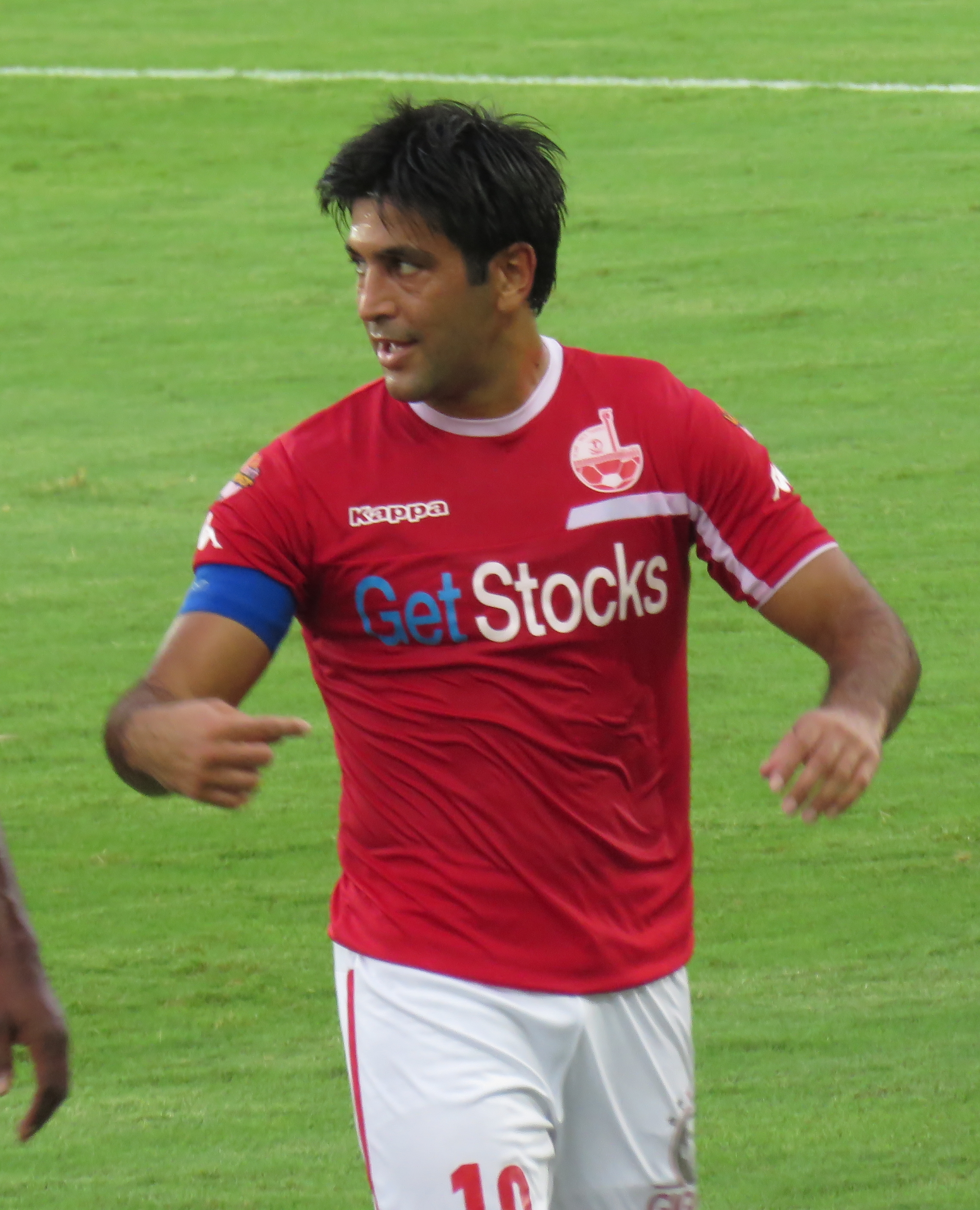
Elyaniv Barda, capitán de la segunda época dorada.

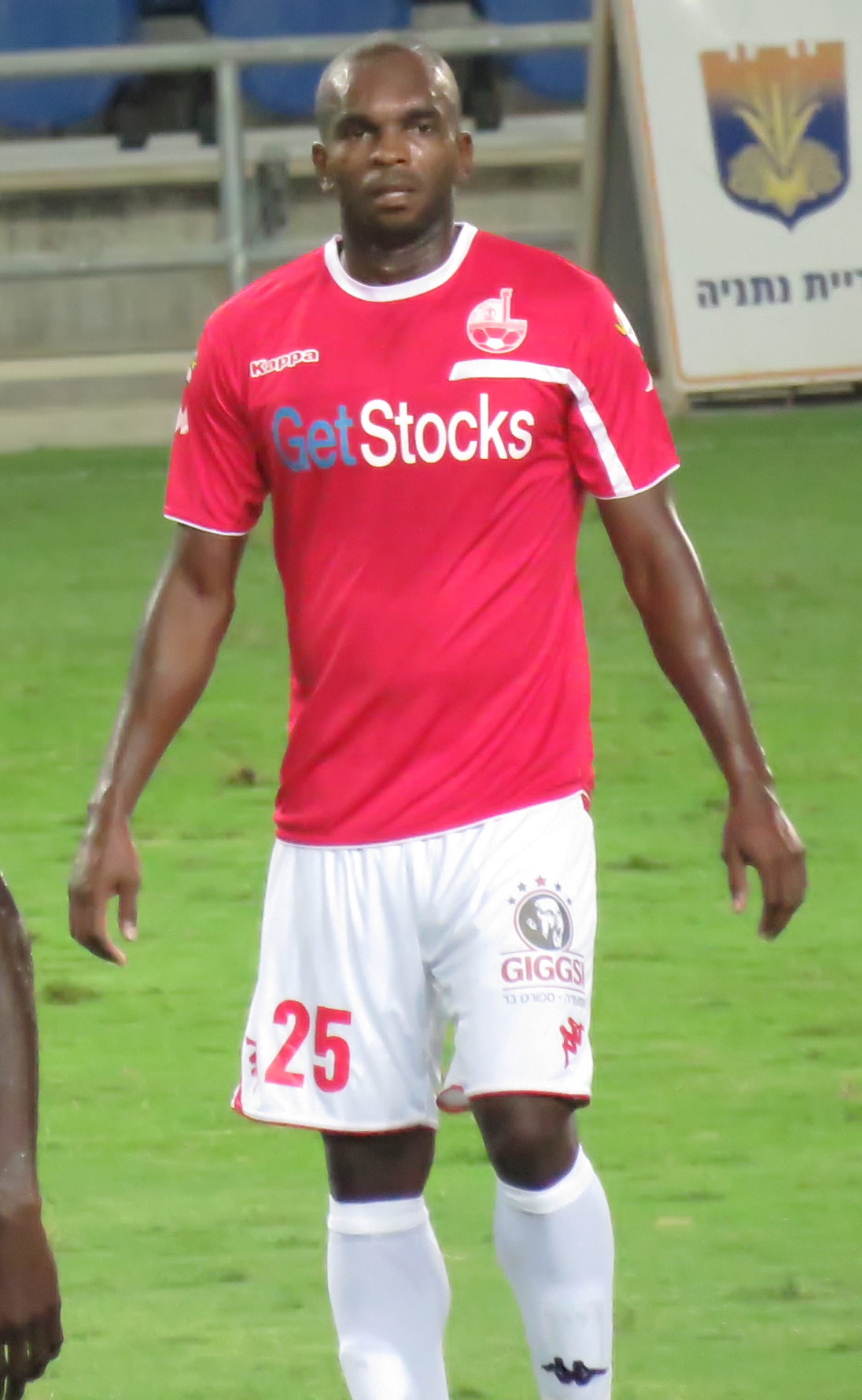
William Soares, el extranjero con más participaciones en el equipo.

### Máximas presencias
| Posición | Futbolista      | Partidos | Período                         |
| -------- | --------------- | -------- | ------------------------------- |
| 1º       | Shlomo Iluz     | 509      | 1977-1996                       |
| 2º       | Stav y Elimelej | 431      | 1987-1997; 1998-2005            |
| 3º       | Rafi Eliyahu    | 419      | 1966-1984                       |
| 4º       | Meir Barad      | 344      | 1966-1977; 1978-1982            |
| 5º       | Shalom Avitan   | 251      | 1972-1973; 1975-1980; 1981-1985 |
| 6º       | Evyatar Iluz    | 249      | 2001-2005; 2006-2015            |
| 7º       | Elyaniv Barda   | 207      | 1998-2003; 2013-presente        |
| 8º       | William Soares  | 201      | 2010-2016; 2017                 |

### Máximos goleadores
| Posición | Futbolista    | Período                         | Goles |
| -------- | ------------- | ------------------------------- | ----- |
| 1º       | Shalom Avitan | 1972-1973; 1975-1980; 1981-1985 | 100   |
| 2º       | Meir Barad    | 1966-1977; 1978-19982           | 80    |
| 3º       | Rafi Eliyahu  | 1966-1984                       | 66    |
| 4º       | Elyaniv Barda | 1998-2003; 2013-presente        | 53    |

### Goleadores de campeonatos

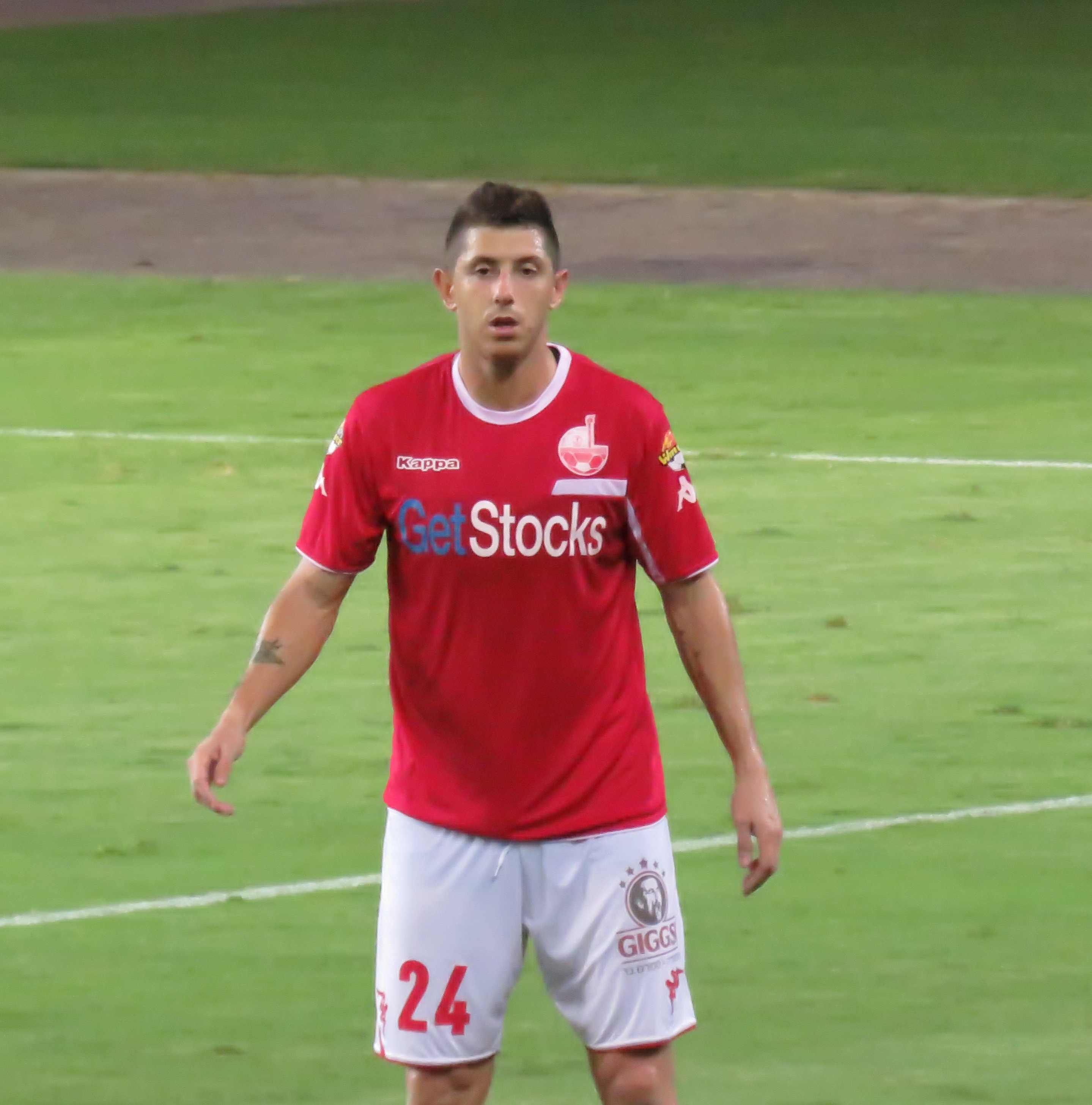
Maor Melikson, símbolo del club de la segunda época dorada.

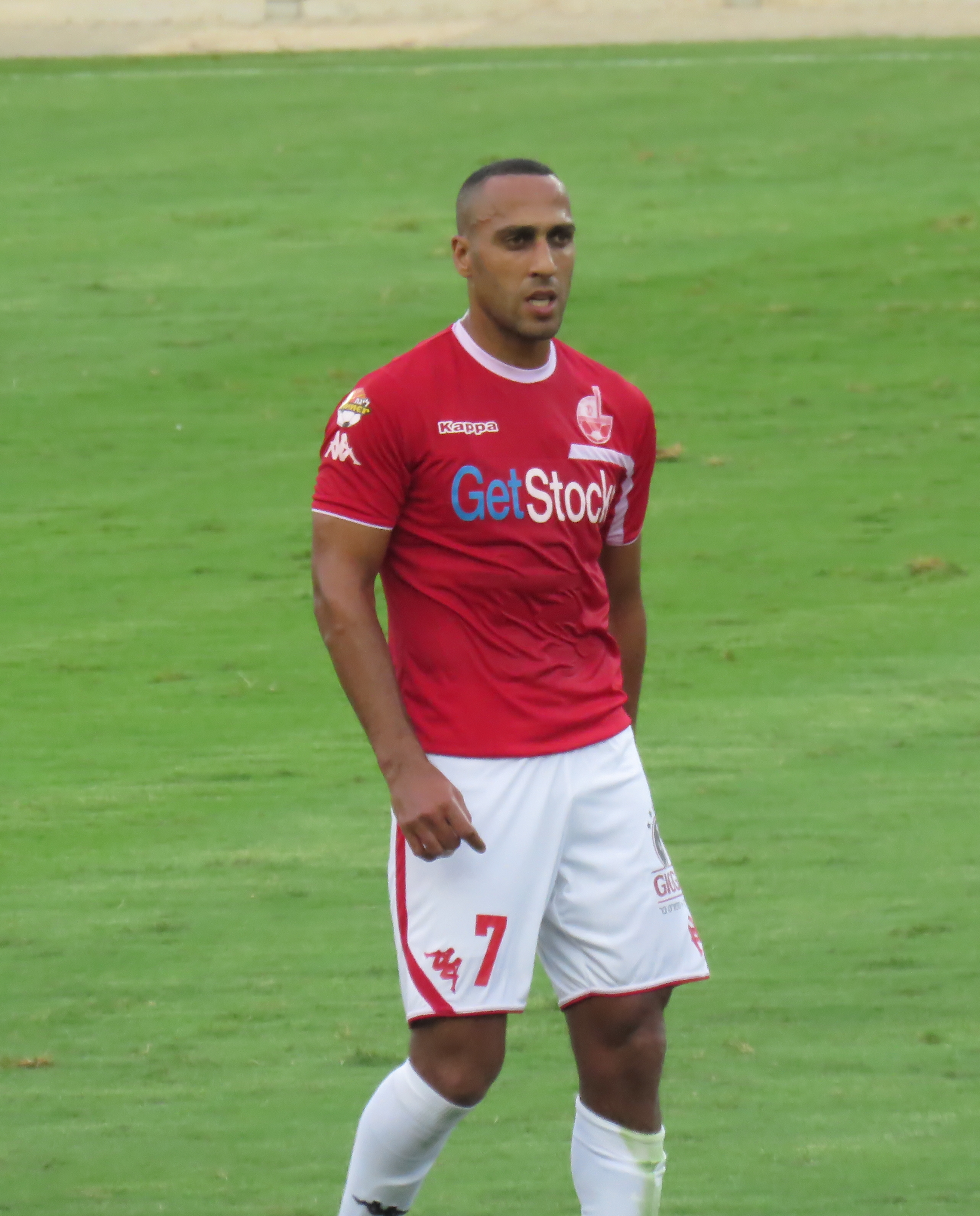
Maharan Radi, ganador de 6 títulos consecutivos de liga, tres con el equipo del sur.

| Liga Premier de Israel | Liga Premier de Israel | Liga Premier de Israel |
| Futbolista             | Año                    | Goles                  |
| ---------------------- | ---------------------- | ---------------------- |
| Ofir Haim              | 2003-2004              | 16                     |
| Copa Toto              |                        |                        |
| Futbolista             | Año                    | Goles                  |
| Ovidiu Hoban           | 2015-2016              | 3                      |
| Ben Sahar              | 2016-2017              | 5                      |

### Jugadores notables
| Nombre           | Posición                 |
| ---------------- | ------------------------ |
| Marcus Abergil   | Centrocampista / Extremo |
| Asher Ben Shanan | Centrocampista           |
| Shimon Saban     | Delantero                |
| Mordechai Biton  | Centrocampista           |
| Samuel Admon     | Delantero                |
| Morris Hanegbi   | Centrocampista           |
| Jackie Dekel     | Defensa                  |
| Eliyahu Offer    | Centrocampista           |
| Avraham Noma     | Delantero                |
| Meir Barad       | Centrocampista           |
| Rafi Eliyahu     | Centrocampista / Extremo |
| Alon Ben Dor     | Defensa                  |
| Robert Elbaz     | Defensa                  |
| Moshe Abugzir    | Centrocampista           |
| Efraim Tzvi      | Delantero                |
| Ovadia Tzvi      | Centrocampista           |
| Jacob Cohen      | Defensa                  |
| Uri Benjamin     | Defensa                  |
| Shlomo Iluz      | Defensa                  |
| Stav Elimelej    | Centrocampista           |
| Shimon Bitton    | Defensa                  |
| Oren Sagron      | Centrocampista           |
| Gadi Hazut       | Defensa                  |
| Asi Rahamim      | Guardameta               |
| Yossi Benayoun   | Centrocampista           |
| Elyaniv Barda    | Delantero                |
| Elad Bunfeld     | Centrocampista           |
| Evyatar Iluz     | Defensa                  |
| Ofir Davidzada   | Defensa                  |

| Nombre            | Posición       |
| ----------------- | -------------- |
| Shalom Belhassen  | Delantero      |
| Yehuda Haim       | Defensa        |
| Haim Cohen        | Delantero      |
| Nidam Mordechai   | Centrocampista |
| Itzhak Gozlan     | Delantero      |
| Shalom Avitan     | Delantero      |
| Shlomo Ben David  | Defensa        |
| Ronnie Moskovich  | Guardameta     |
| Mario Zuchovitzky | Guardameta     |
| Efraim Davidi     | Defensa        |
| Ofir Haim         | Delantero      |
| Rami Abu Laben    | Centrocampista |
| Alon Mizrahi      | Delantero      |
| Maor Melikson     | Centrocampista |
| Siraj Nassar      | Centrocampista |
| Maor Buzaglo      | Centrocampista |
| Ben Bitton        | Defensa        |
| Shir Tzedek       | Defensa        |
| Ben Sahar         | Delantero      |
| Maharan Radi      | Centrocampista |
| Dan Einbinder     | Centrocampista |
| Guy Haimov        | Guardameta     |
| Oren Bitton       | Defensa        |

| Nombre           | Posición       |
| ---------------- | -------------- |
| Viktor Moroz     | Delantero      |
| Sead Halilović   | Centrocampista |
| Giovanni Rosso   | Centrocampista |
| William Soares   | Defensa        |
| Leandro Simione  | Delantero      |
| Austin Ejide     | Guardameta     |
| John Ogu         | Centrocampista |
| Anthony Nwakaeme | Delantero      |
| Ovidiu Hoban     | Centrocampista |
| Miguel Vítor     | Defensa        |

### Números retirados
- 6 -  Chaswe Nsofwa, (2007) - Homenaje Póstumo

## Entrenadores

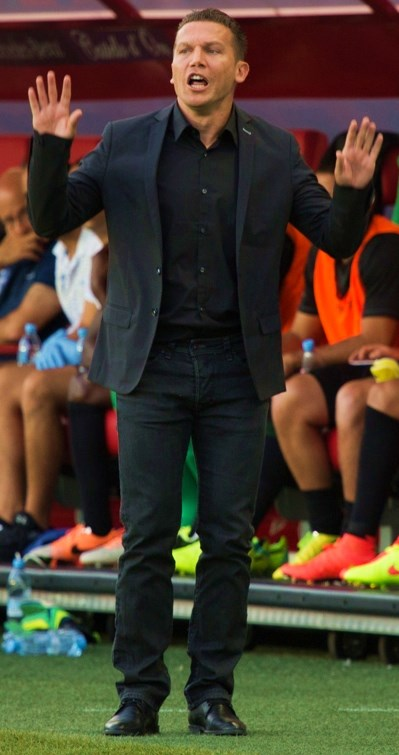
Barak Bakhar el entrenador actual.

| Yosef Azran                              | 1955–1957     |
| Lonia Dvorin                             | 1957–1958     |
| Lonia Dvorin Jack Gibbons                | 1958–1959     |
| Yehiel Mor                               | 1959–1961     |
| Yehiel Mor Rober Eryol                   | 1961–1962     |
| Yehiel Mor                               | 1962–1964     |
| Slavko Milošević                         | 1964–1965     |
| Selvole Stanković                        | 1965–1966     |
| Yehiel Mor                               | 1966–1968     |
| Moshe Litbek Selvole Stepanović          | 1968–1969     |
| Avraham Menchel                          | 1969–1970     |
| Moshe Litvak                             | 1970–1972     |
| Eli Fuchs                                | 1972–1974     |
| Amatsya Levkovich                        | 1974–1976     |
| Eli Fuchs Eliyahu Offer                  | 1976–1977     |
| Eliyahu Offer                            | 1977–1979     |
| Amatsya Levkovich                        | 1979–1980     |
| Eliyahu Offer                            | 1980–1981     |
| Shimon Shenar                            | 1981–1983     |
| Eliyahu Offer                            | 1983–1984     |
| Jackie Dekel Zvi Rosen                   | 1984–1985     |
| Nahum Stelmach                           | 1985–1986     |
| Dror Bar Nur Nino Bargig                 | 1986–1987     |
| Nissim Bahar                             | 1987–1988     |
| Shimon Shenar                            | 1988–1989     |
| Hain Cohen Alon Ben Dor Eliyahu Offer    | 1989–1990     |
| Eliyahu Offer                            | 1990–1992     |
| Viko Hadad                               | 1993–1994     |
| Vitaly Savchenko                         | 1994–1995     |
| Vitaly Savchenko Viko Hadad Eli Guttman  | 1995–1996     |
| Eli Guttman                              | 1996–1997     |
| Eliyahu Offer Beni Tabak Jackie Dekel    | 1997–1998     |
| Shiye Feigenbaum Gili Landau             | 1998–1999     |
| Eliyahu Offer Motti Ivanir Eyal Lahman   | 1999–2000     |
| Eyal Lahman Shlomo Scharf Lufa Kadosh    | 2000–2001     |
| Lufa Kadosh                              | 2001–2003     |
| Eli Guttman                              | 2003–2004     |
| Eli Guttman Eli Cohen Lufa Kadosh        | 2004–2005     |
| Nir Levine Haim Ben Shahnan Marco Balbul | 2005–2006     |
| Gili Landau                              | 2006–2007     |
| Marco Balbul Gili Landau                 | 2007–2008     |
| Guy Levy                                 | 2008–2009     |
| Guy Azouri Viko Hadad                    | 2009–2010     |
| Nir Klinger                              | 2010–2011     |
| Nir Klinger Guy Levy                     | 2011–2012     |
| Elisha Levi                              | 2012–2015     |
| Barak Bakhar                             | 2015–2020     |
| Yossi Abukasis Ronny Levi                | 2020-2021     |
| Ronny Levi Elyaniv Barda                 | 2021-2022     |
| Elyaniv Barda                            | 2022-presente |